# Orthotomus derbianus
Orthotomus derbianus é uma espécie de ave da família Cisticolidae.
Apenas pode ser encontrada nas Filipinas.